# Happy Wheels
Happy Wheels (укр. Щасливі колеса) — браузерна відеогра жанру платформер з використанням технології ragdoll, розроблена та опублікована Fancy Force. Гра створена дизайнером відеоігор Джимом Боначчі у 2010 році, є кілька персонажів, які використовують різні, іноді нетипові, транспортні засоби для проходження багатьох рівнів гри. Гра найбільш відома своїм графічним зображенням насильства та кількістю створеного користувачами контенту, який гравці створюють на регулярній основі, а карти гри поширюються на загальнодоступному сервері. Було оголошено, що продовження розробляється з 2019 року.

## Ігровий процес
Слоганом Happy Wheels є «Обери свого неадекватно підготовленого перегонника та не зважай на серйозні наслідки у своєму відчайдушному пошуку перемоги!». Фактична механіка ігрового процесу змінюється через вибір персонажа та дизайн рівня; гра включає таких персонажів, як бізнесмен на сігвеї.
Мета гри також відрізняється залежно від рівня. На більшості рівнів метою є дійти до фінішу або зібрати жетони. Багато рівнів містять альтернативні або неіснуючі цілі для гравця.
Рецензенти відзначили, що ігровий процес Happy Wheels демонструє графічне насильство. Наприклад, персонажі можуть бути обезголовлені, застрелені або розчавлені різними перешкодами. Втрата кінцівок і анімована крововтрата також є графічними елементами.
Гравці також мають вибір завантажувати миттєві повтори своїх спроб рівня, які потім можна переглянути.
У Happy Wheels є редактор рівнів, який дозволяє гравцям створювати власні рівні. Він містить безліч інструментів і об'єктів для побудови рівня. Користувачі можуть завантажувати свої карти на публічний сервер, де вони доступні.

## Розвиток
Інді-розробник ігор Джим Боначчі, головним чином програміст і художник гри, почав працювати над грою у 2006 році Боначчі сказав, що його натхненням для гри стали інші ігри, засновані на фізиці ragdoll, у спільноті браузерних ігор , оскільки його друг і колишній бос, Алек Коув, створив фізичний движок Verlet для Adobe Flash. Боначчі сказав, що «[він] возився з цим і зрештою створив хлопця в інвалідному візку, який нескінченно падає з випадкового пагорба. [Він] вважав це смішним і дурним, тому [він] продовжував розширювати це. Це мала бути лише дуже маленька гра, але зрештою вона стала [його] головною метою».
Крім того, він пояснив насильницький характер гри з точки зору свого розчарування тим, що наслідки певних дій не розглядалися реалістично в інших назвах ігор, оскільки він заявив, що «[його] завжди турбувало, коли... ти впав зі свого автомобіля та нешкідливо підстрибувати. В інших випадках ви матимете ту саму стандартну анімацію знову і знову. [Він] не впевнений, чи це була відсутність деталей чи занепокоєння з боку розробника, але наслідки ваших дій у грі часто були неправильно проілюстровані. Для [його] половина задоволення від гри, яка імітує життя (начебто), полягає в тому, щоб робити помилки та бачити кінцевий результат».
Боначчі також зазначив, що, оскільки ігровий процес часто включав би неодноразову смерть гравця, він доклав багато зусиль, щоб зробити цю частину гри приємною.
Повна версія Happy Wheels доступна лише на оригінальному веб-сайті Bonacci, а демо-версії гри доступні для інших веб-сайтів. Ці демонстраційні версії містять лише обмежену кількість представлених карт і символів, які можна вибрати.
Існує приблизно 5 мільйонів рівнів, створених користувачами. Загальна кількість спроб становить понад 13 мільярдів.
Наразі Джейсон Шимік допомагає Боначчі працювати над програмуванням гри, хоча в цьому брали участь різні люди. «Інші, хто допомагав, усі неймовірні», — каже Боначчі.  Алек Коув приєднався до Fancy Force у 2013 році та займається всією серверною архітектурою та розробкою.
30 вересня 2014 року Шимік оголосив, що порти гри для iOS і Android знаходяться в розробці. Версія для iOS була випущена для безкоштовного завантаження через App Store 20 серпня 2015 року. Для версії Android Fancy Force почала приймати заявки на бета-тестування в жовтні 2019 року  Після фази бета-тестування готову версію було випущено 25 січня 2020 року.
9 січня 2020 року Боначчі опублікував на своєму вебсайті, що порт на JavaScript від Goodboy Digital знаходиться в розробці, і гра продовжить працювати після завершення роботи Adobe Flash наприкінці 2020 року. Через одинадцять місяців, 28 грудня 2020 року, був випущений порт на JavaScript, який продовжив існування гри після закінчення підтримки Flash.

## Рецепція
Happy Wheels отримав загалом позитивні відгуки. Її рекомендував GameSetWatch  і вважав IGN однією з «Найкращих безкоштовних ігор». Редактор рівнів і кількість контенту, створеного користувачами, отримали похвалу від рецензентів. Надмірна природа насильства є центральною темою гри , і деякі рецензенти вважають її жартівливою; в одному огляді стверджується, що «це так справді важко грати в Happy Wheels, а не просто сміятися та сміятися над смішними способами, якими ваш персонаж може бути розірваний на частини».